# Ute Berns
Ute Berns ist eine deutsche Anglistin.

## Leben
1984 erwarb sie den Bachelor of Arts, Philosophy and English Literature an der Universität Reading. 1988 legte sie das Magisterexamen an der FU Berlin, Anglistik/ Philosophie, ab. Von 1988 bis 1989 war sie Postgraduate Associate Student an der Universität London, Queen Mary College. Nach der Promotion 1995 an der Freien Universität Berlin war sie von 1995 bis 2003 wissenschaftliche Assistentin am Institut für Anglistik und Amerikanistik der TU Berlin. Nach der Habilitation 2007 an der Freien Universität Berlin war sie von 2004 bis 2008 wissenschaftliche Mitarbeiterin im Sonderforschungsbereich „Kulturen des Performativen“ an der Freien Universität Berlin. Von 2008 bis 2009 vertrat sie eine Professur für Neuere Englische und Amerikanische Literaturen an der Justus-Liebig-Universität Gießen. Von 2009 bis 2010 vertrat sie eine Professur für Anglistische Literaturwissenschaft an der Universität Hamburg. Seit 2011 hat sie die Professur für Anglistische Literaturwissenschaft an der Universität Hamburg inne.
Ihre Schwerpunkte sind britische Literatur und Kultur des 19. und 20. Jahrhunderts, Literatur und Kultur der Romantik, Literatur- und Kulturtheorie und Subjektkonstruktion in der Frühen Neuzeit.

## Schriften (Auswahl)
- Mikropolitik im englischen Gegenwartsdrama. Studien zur Dramatisierung gesellschaftlicher Macht- und Ausschließungsmechanismen bei Pinter, Keeffe und Churchill. Trier 1997, ISBN 3-88476-236-2.
- als Herausgeber: Solo Performances. Staging the Early Modern Self in England. Amsterdam 2010, ISBN 978-90-420-2952-1.
- Science, Politics and Friendship in the Work of Thomas Lovell Beddoes. Delaware 2012, ISBN 978-1-61149-367-2.
- als Herausgeber mit Jolene Mathieson: Anglistentag 2016 in Hamburg. Proceedings. Trier 2017, ISBN 978-3-86821-725-4.